# Geostatystyka
Geostatystyka – zespół metod estymacji wykorzystywany do rozwiązywania problemów w takich dyscyplinach jak nauki o Ziemi, geologia, hydrogeologia, geofizyka, geodezja, geotechnika, meteorologia, rolnictwo.
Geostatystyka zajmuje się opisem zmiennej zregionalizowanej przy pomocy wariogramu lub kowariancji.